# Hermann Ludwig Blankenburg
Hermann Ludwig Blankenburg, eigenlijk: Hermann Louis Blankenburg (Bad Langensalza-Thamsbrück (Thüringen), 14 november 1876 – Wesel, 15 mei 1956) was een Duits componist en dirigent. Omdat hij 1398 marsen geschreven heeft, staat hij ook bekend als de Duitse marsenkoning.

## Levensloop
Blankenburg was een zoon van een kleine boer uit Thamsbrück, dat nu een wijk van Bad Langensalza is. Naar de wil van zijn vader zou hij bij zijn volwassenwording de kleine boerderij moeten overnemen. Al in zijn jonge jaren leerde hij een soort tamboersfluit bespelen, een fluit uit metaal die zeven vingergaten heeft (één meer dan een Tin-whistle), maar die geblazen werd als een piccolo, zij het in ces of bes gestemd. Verder leerde hij fagot, tuba en viool spelen. Toen hij 16 jaar oud was, stemde zijn vader er uiteindelijk mee in, dat hij muziek kon gaan studeren, op voorwaarde dat hij voor twaalf jaar in het leger zou gaan, omdat men in die tijd na 12 jaar militaire dienst ambtenaar kon worden.
De eerste geregelde muzieklessen kreeg Blankenburg van een Mhr. Kranich in Frose. Maar na een jaar kreeg hij voortaan lessen bij Gotthold Peters in Holzminden. Mhr. Peters ontdekte al spoedig het talent van Blankenburg. Op 18-jarige leeftijd schreef Blankenburg zijn eerste compositie, een wals. Hij meldde zich bij het leger en werd als tubaïst lid bij de Militaire kapel van het 6e Veldartillerie-Regiment in Breslau. Hij wilde in dienst blijven, maar na korte tijd werd hij ziek en verliet het leger.
Op 1 februari 1898 vertrok hij naar Kaiserslautern. Hij huwde op 4 oktober 1898 met Magdalena Weidmann uit Germersheim. De geboorte van een dochtertje, Martha Magdalena, maakte de ouders gelukkig, maar zij kenden grote financiële zorgen. In januari 1900 vertrok de familie naar Wuppertal-Barmen, waar een tweede dochter Olga Ottilie geboren werd. Van 1901 tot 1903 werd Blankenburg lid van de Brandt'sche Kapelle, later het stedelijk orkest, in Duisburg. In 1906 gaat hij naar Hagen. Hier werd in 1914 een zoon geboren, Hermann Ludwig (jr.).
In 1908 kwam Blankenburg naar Wesel, waar hij (opnieuw) lid werd van de Militaire kapel van het 43e Veldartillerie-Regiment. Tijdens de Eerste Wereldoorlog werd hij ziek, werkte korte tijd als politieagent in Hagen en kwam in 1917 weer terug naar Wesel. In 1921 huwde hij zijn tweede vrouw Katharina Auguste Krauthoff. In hetzelfde jaar werd zoon Karl-Heinz Louis geboren, die zeer muzikaal was, maar in 1946 in Russische krijgsgevangenschap overleed.

### Abschied der Gladiatoren
Tot de feestelijkheden bij de inhuldiging van Koning Eduard VII van het Verenigd Koninkrijk behoorde in 1902 ook een compositiewedstrijd voor marsen. Toen was Blankenburg nog in Hagen. Zijn collega's muzikanten adviseerden hem aan dit concours deel te nemen. Hij had nog een mars, die zijn toenmalige muziekuitgever Oertel te zwaar vond en niet had aangekocht, met de titel Deutschlands Fürsten. Die zond Blankenburg in voor deze wedstrijd. Intussen weten wij, dat voor dit concours in totaal 5.000 marsen werden beoordeeld, waaronder werk van wereldberoemde componisten als John Philip Sousa en Carl Teike. Drie maanden later werd bekend dat Blankenburg met zijn mars de eerste prijs had gewonnen, maar hij moest de titel veranderen. Sindsdien heet die mars Abschied der Gladiatoren, en hij zou door het concours wereldberoemd worden.

### Muziekuitgever
Al in Hagen had Blankenburg een eigen muziekuitgeverij H.L. Blankenburg, die later door de Westfalia-Verlag in Witten overgenomen werd. In Wesel had hij zelf in de Torfstraat 35 de Medio-Verlag, die hij heeft opgegeven. Zijn zoon Karl-Heinz Louis richtte in 1937 in de Gartenstraße 1 in Wesel de Heika-Verlag op.

### Werk
Van het omvangrijke oeuvre van Blankenburg is nu nog een kleine rest overgebleven. Het woonhuis van Blankenburg in Wesel, waar hij een groot deel van zijn partituren gearchiveerd had, werd tijdens de Tweede Wereldoorlog door een bom getroffen. Na de oorlog werd het huis door soldaten en dwangarbeiders bezet en verwoest. Rond 300 tot 400 werken zijn er nog bewaard gebleven. De Internationale Blankenburg Vereinigung e.V. poogt zo veel mogelijk werken te verzamelen en te catalogiseren.
Tegenwoordig zijn de marsen van Blankenburg buiten Duitsland bekender, dan in Duitsland zelf. Zo zijn de marsen Deutschlands Waffenehre en Adlerflug regimentsmarsen bij het Zweedse leger.
Op 20 februari 1931 werd Blankenburg ereburger van zijn geboortestad Thamsbrück. Sinds 1976 bestaat er in Wesel een Blankenburgstraat.

## Composities

### Werken voor harmonieorkest

#### Marsen (selectie)
| Voltooid in | titel                                                        | opusnummer | Aanmerkingen                                                                        |
| ----------- | ------------------------------------------------------------ | ---------- | ----------------------------------------------------------------------------------- |
| 1902-1904   | Abschied der Gladiatoren (The Gladiators Farewell)           | op. 48     | 1e prijs bij het compositiewedstrijd voor marsen van het Britse Koningshuis in 1902 |
| 1904        | Germanentreue (German Fidelity)                              | op. 64     |                                                                                     |
| 1905        | Prinz Eitel Friedrich                                        | op. 54     |                                                                                     |
| 1905        | Einzug scheidiger Truppen                                    | op. 59     |                                                                                     |
| 1908        | Mit Paradeflaggen                                            | op. 60     |                                                                                     |
| 1908        | Klar zum Gefecht (Action Front)                              | op. 62     |                                                                                     |
| 1908        | Mit Siegespalmen                                             | op. 63     |                                                                                     |
| 1909        | Territorial-Marsch                                           |            |                                                                                     |
| 1909        | Unsere Grenadiere                                            | op. 66     |                                                                                     |
| 1910        | Adlerflug                                                    | op. 67     |                                                                                     |
| 1910        | Treue Waffengefährten                                        | op. 69     |                                                                                     |
| 1910        | Reiterlust                                                   | op. 70     |                                                                                     |
| 1910        | Nec aspera terrent!                                          | op. 71     |                                                                                     |
| 1910        | Unter Kaisers Fahnen                                         | op. 72     |                                                                                     |
| 1910        | Kavallerie-Parademarsch                                      | op. 73     |                                                                                     |
| 1910        | Ernst August Marsch                                          | op. 74     |                                                                                     |
| 1910        | Wenn der Kaiser ruft                                         | op. 75     |                                                                                     |
| 1910        | Deutschland in Waffen                                        | op. 76     |                                                                                     |
| 1911        | Ran an den Feind                                             | op. 77     |                                                                                     |
| 1911        | Für Vaterland und Freiheit                                   | op. 78     |                                                                                     |
| 1911        | Freundestreue                                                |            |                                                                                     |
| 1912        | Manöverleben                                                 | op. 97     |                                                                                     |
| 1912        | Auf Adler Schwingen (On Eagle's Wings)                       | op. 99     |                                                                                     |
| 1912        | Hoch die Friedensflagge                                      | op. 100    |                                                                                     |
| 1912        | Mein Regiment                                                | op. 102    |                                                                                     |
| 1912        | Niemals zurück!                                              | op. 109    |                                                                                     |
| 1912        | Festjubel                                                    | op. 105    |                                                                                     |
| 1913        | Unter dem Friedensbanner                                     |            |                                                                                     |
| 1914        | Einzug der Siegestruppen                                     | op. 135    |                                                                                     |
| 1916        | Pilotenmut                                                   | op. 130    |                                                                                     |
| 1916        | Im Sturm erobert!                                            | op. 183    |                                                                                     |
| 1917        | Im Heldenkampf (At the battle of heroes)                     | op. 160    |                                                                                     |
| 1917        | Der Adler von Lille (Adelaar van Rijsel)                     | op. 180    | Ter nagedachtenis aan de luchtmacht-piloot Max Immelmann                            |
| 1918        | Kriegers Abschied                                            |            |                                                                                     |
| 1918        | Mit Schneid voran!                                           |            |                                                                                     |
| 1919        | Helden-Parade                                                | op. 190    |                                                                                     |
| 1919        | Einzug der Hellebardiere                                     | op. 211    |                                                                                     |
| 1919        | Für unsere Helden                                            | op. 222    |                                                                                     |
| 1919        | S.A. rückt an!                                               | op. 261    |                                                                                     |
| 1920        | Durch Sturm und Not                                          | op. 409    |                                                                                     |
| 1920        | Ilja                                                         | op. 419    | intermezzo                                                                          |
| 1920        | Freie Bahn dem Tüchtigen!                                    |            |                                                                                     |
| 1920        | Frieden und Freiheit                                         |            |                                                                                     |
| 1920        | Freudenfeuer                                                 | op. 513    |                                                                                     |
| 1920        | Der Zeitgeist                                                | op. 516    |                                                                                     |
| 1920        | Non soli cedit! (Er weicht der Sonne nicht)                  | op. 519    |                                                                                     |
| 1921        | Besiegte Sieger                                              | op. 520    |                                                                                     |
| 1921        | Frieden und Einigkeit                                        | op. 521    |                                                                                     |
| 1921        | Treu der Heimat                                              | op. 523    |                                                                                     |
| 1921        | Die Wahrheit siegt!                                          | op. 524    |                                                                                     |
| 1922        | Frühlingskinder                                              | op. 218    |                                                                                     |
| 1922        | Jubelsturm                                                   | op. 542    |                                                                                     |
| 1922        | Ruhmesklänge                                                 | op. 543    |                                                                                     |
| 1922        | Stets ritterlich!                                            | op. 555    |                                                                                     |
| 1922        | Durch Licht zum Leben                                        | op. 556    |                                                                                     |
| 1922        | Abschied der Hellebarden                                     | op. 590    |                                                                                     |
| 1922        | Fest und treu                                                | op. 603    |                                                                                     |
| 1922        | Immer flott!                                                 | op. 607    |                                                                                     |
| 1922        | Givenchy March                                               |            |                                                                                     |
| 1923        | Vivat Helvetia! (Lust und Leben)                             | op. 630    |                                                                                     |
| 1923        | Ordensritter-Marsch (Gallant Knights - Corps des chevaliers) |            |                                                                                     |
| 1923        | In venta temporis (Im Sturm der Zeit)                        |            |                                                                                     |
| 1924        | Waffenehre (Honneur aux armes)                               | op. 691    |                                                                                     |
| 1925        | Treue um Treue                                               | op. 700    |                                                                                     |
| 1925        | Zigeunerkinder                                               | op. 785    |                                                                                     |
| 1925        | Jetzt kommt die Musica!                                      | op. 952    |                                                                                     |
| 1925        | Stark wie die Mark                                           |            |                                                                                     |
| 1928        | Dem Lenz entgegen!                                           | op. 990    |                                                                                     |
| 1928        | Fliegerhelden                                                |            |                                                                                     |
| 1928        | Germanenblut                                                 |            |                                                                                     |
| 1928        | Der Tausendkünstler                                          | op. 1000   | opgedragen aan zijn vriend Paul Lincke                                              |
| 1929        | In Alter Freundschaft!                                       | op. 1001   |                                                                                     |
| 1930        | Freiheitsjubel                                               |            | Ter herinnering aan de bevrijding van het Rijnland                                  |
| 1932        | Mein Wesel                                                   | op. 1032   |                                                                                     |
| 1932        | Unterm Freiheitsstern                                        | op. 1033   |                                                                                     |
| 1932        | Jugendfrühling                                               | op. 1035   |                                                                                     |
| 1936        | Kämpfend vorwärts!                                           | op. 1056   |                                                                                     |
| 1936        | Haldener Festmarsch                                          | op. 1260   |                                                                                     |
| 1936        | Gruß an Langensalza                                          | op. 1265   |                                                                                     |
| 1937        | Grüss mir die Heimat!                                        | op. 1271   |                                                                                     |
|             | Abmarsch in die Quartiere (Back to the Camp)                 | op. 61     |                                                                                     |
|             | Adlerflug                                                    |            |                                                                                     |
|             | Amsterdam Marsch                                             |            |                                                                                     |
|             | Auf der Wacht!                                               |            |                                                                                     |
|             | Auf Heimatlicher Erde                                        |            |                                                                                     |
|             | Auf treue Kameradschaft                                      | op. 1008   |                                                                                     |
|             | Auf Wiedersehen                                              |            |                                                                                     |
|             | Aus Nah und Fern                                             |            |                                                                                     |
|             | Bruder vom Rhein                                             |            |                                                                                     |
|             | Dem Schweizer Land                                           | op. 690    |                                                                                     |
|             | Dem Verdienst der Krone                                      |            |                                                                                     |
|             | Der Admiral der Luft                                         |            |                                                                                     |
|             | Des Siegers Lorbeer                                          | op. 110    |                                                                                     |
|             | Deutsche Eichen                                              |            |                                                                                     |
|             | Deutscher Stenografenmarsch                                  | op. 1105   |                                                                                     |
|             | Deutschlands Fürsten                                         |            |                                                                                     |
|             | Deutschlands Waffenehre (Marche Victorieuse)                 | op. 58     |                                                                                     |
|             | Die Ehrenkompagnie (La compagnie d'honneur)                  |            |                                                                                     |
|             | Die Kronenreiter                                             | op. 953    |                                                                                     |
|             | Die Treue siegt                                              | op. 1072   |                                                                                     |
|             | Einigkeit                                                    |            |                                                                                     |
|             | Empor zum Licht                                              | op. 83     |                                                                                     |
|             | Europas Einigkeit                                            | op. 958    |                                                                                     |
|             | Fackelreiter                                                 |            |                                                                                     |
|             | Feldgrauen-Heimkehr                                          |            |                                                                                     |
|             | Flammenzeichen-Marsch                                        |            |                                                                                     |
|             | Freiheitshelden                                              |            |                                                                                     |
|             | Friedensgöttin                                               | op. 440    |                                                                                     |
|             | Fürs liebe Vaterland                                         |            |                                                                                     |
|             | Furchtlos und unverzagt!                                     | op. 959    |                                                                                     |
|             | Gruß an Thüringen                                            | op. 981    |                                                                                     |
|             | Heil den Siegern!                                            |            |                                                                                     |
|             | Heil der Welt                                                |            |                                                                                     |
|             | Heil Thüringen                                               |            |                                                                                     |
|             | Im Rheinland liegt ein Städtchen                             |            |                                                                                     |
|             | Im Ruhrtal                                                   |            |                                                                                     |
|             | Im Zeichen der Siegessonne                                   |            |                                                                                     |
|             | In alter Freundschaft                                        |            |                                                                                     |
|             | In alter Frische                                             | op. 560    |                                                                                     |
|             | In unitate robur                                             |            |                                                                                     |
|             | Künstlerblut                                                 | op. 580    |                                                                                     |
|             | Lützow Marsch                                                |            |                                                                                     |
|             | Mein Feld die Welt                                           |            |                                                                                     |
|             | Mit dem Aeroplan                                             |            |                                                                                     |
|             | Mit der Siegesbanner                                         |            |                                                                                     |
|             | Mit Kraft und Feuer                                          | op. 525    |                                                                                     |
|             | Mon Amour                                                    |            |                                                                                     |
|             | Neu Deutschland                                              |            |                                                                                     |
|             | Neuer rheinischer Büttenmarsch                               | op. 1025   |                                                                                     |
|             | Odeon voran!                                                 |            |                                                                                     |
|             | Oerlikon-Zürich-Marsch                                       |            |                                                                                     |
|             | Prozessionsparade (langzame mars)                            |            |                                                                                     |
|             | Quo gentes unitatem                                          |            |                                                                                     |
|             | Regimentskameraden                                           |            |                                                                                     |
|             | Schwartz! Rot! Gold!                                         |            |                                                                                     |
|             | Sekretariat-Marsch                                           |            |                                                                                     |
|             | Semper paratus                                               |            |                                                                                     |
|             | Sieg des Friedens                                            |            |                                                                                     |
|             | Sonnenar                                                     |            |                                                                                     |
|             | Sonnenkinder                                                 | op. 553    |                                                                                     |
|             | Stets Zielbewusst No. 1                                      |            |                                                                                     |
|             | The Royal Dragoons                                           |            |                                                                                     |
|             | Um Jerichos Mauern                                           | op. 954    |                                                                                     |
|             | Unser Saarland                                               |            |                                                                                     |
|             | Unsere Heerführer                                            |            |                                                                                     |
|             | Unsere Reichswehr                                            |            |                                                                                     |
|             | Unter der Friedensflagge                                     |            |                                                                                     |
|             | Unter der Heimatsonne                                        |            |                                                                                     |
|             | Unus pro multis                                              |            |                                                                                     |
|             | Völkerfrühling                                               |            |                                                                                     |
|             | Voran mit Schneid                                            |            |                                                                                     |
|             | Weltenfriede                                                 | op. 843    |                                                                                     |
|             | Weltenstürmer                                                | op. 802    |                                                                                     |
|             | Westfalengruß                                                | op. 581    |                                                                                     |
|             | Westfalen-Marsch                                             | op. 132    |                                                                                     |
|             | Wikinger                                                     |            |                                                                                     |

#### Andere werken voor harmonieorkest
- 1921 Treue Liebe (Ständchen-Gavotte)
- 1935 Deutsche Marschperlen, selectie van bekende marsen
- Goldkäferchen, intermezzo

## Media
- Abschied der Gladiatoren, op. 48, mars
- Deutschlands Waffenehre (Marche Victorieuse), op. 58, mars
- Klar zum Gefecht, op. 62, mars
- Non soli cedit! (Er weicht der Sonne nicht), op. 519, mars
- Weltenstürmer, op. 802, mars
- Grüss mir die Heimat!, op. 1271, mars